# Distrito de Debrecen
El distrito de Debrecen (húngaro: Debreceni járás) es un distrito húngaro perteneciente al condado de Hajdú-Bihar.
En 2013 tiene 217 217 habitantes. Su capital es Debrecen, que también es la capital del condado.

## Municipios
El distrito tiene dos ciudades (en negrita), de las cuales la capital Debrecen posee el estatus de ciudad de derecho condal. No hay municipios rurales en el distrito. Las dos ciudades son (población a 1 de enero de 2012):
- Debrecen (207 594) – la capital
- Hajdúsámson (13 105)